# Aleyrodes asarumis
Aleyrodes asarumis es un hemíptero de la familia Aleyrodidae, con una subfamilia: Aleyrodinae.
Fue descrita científicamente por primera vez por Shimer en 1867.